# Пункт обміну валют
Пу́нкти о́бміну інозе́мної валю́ти — обмінні пункти уповноважених банків, що розташовані поза їхніми операційними залами; обмінні пункти інших кредитно-фінансових установ, які одержали ліцензію Національного банку України на здійснення операцій з торгівлі іноземною валютою; обмінні пункти суб'єктів підприємницької діяльності, які діють на підставі агентських угод з уповноваженими банками.
29 липня 2022 року НБУ посилив вимоги до низки небанківських установ з метою мінімізації спекуляцій на валютному ринку в умовах війни.

## В Україні
Станом на кінець 2024 року в Україні працювали 3735 офіційних пунктів обміну валют, якими керували 57 різних компаній.
|      | Число обмінників | Число обмінників    | Число обмінників | Число компаній | Число компаній | Число компаній |
|      | У банків         | У інших фінкомпаній | Загалом          | Банки          | Інші           | Загалом        |
| ---- | ---------------- | ------------------- | ---------------- | -------------- | -------------- | -------------- |
| 2024 | 618              | 3117                | 3735             | 20             | 27             | 57             |
| 2023 |                  |                     | 3577             |                |                | 56             |